# Lize Kop
Lize Kop (Wormerveer, Países Bajos; 17 de marzo de 1998) es futbolista neerlandesa. Juega como guardameta en el AFC Ajax Vrouwen de la Eredivisie de los Países Bajos. Es internacional con la selección de los Países Bajos.
Su debut internacional lo realizó en 2019 en un partido de la Copa de Algarve contra Polonia, partido que terminó con una derrota por 0-1.
Fue incluida en la convocatoria con la "Oranje Leeuwinnen" para la Copa Mundial Femenina de la FIFA 2019, competición en la cual su selección alcanzó la instancia final en la que perdieron contra la Selección Femenil de los Estados Unidos (USWNT) y se quedaron con el segundo puesto.
Según datos proyectados del año 2019, Kop poseía una fortuna neta aproximada de 200 000 USD, siendo su sueldo con el Ajax la mayor fuente de ingresos representando un total de 50 000 USD anuales. A esta suma le sigue su salario por contrato con la selección absoluta que ronda los 30 000 USD por año. Kop firmó a su vez un contrato por patrocinio con la marca alemana Adidas, con detalles que no fueron revelados. Al año 2020 se proyecto un incremento de su fortuna a entre 1 000 000 y 5 000 000 USD.